# Flaviviridae
Flaviviridae ili falvivirusi je porodica virusa koji se šire primarno putem vektora člankonošaca (lat. arthropoda). Porodica je dobila ime prema virusu žute groznice, jednom od virusa iz skupine. Flavus na latinskom jeziku znači žut. 
Flavivirusi imaju jednodjelni linearni (pozitivni) jednolančani RNK genom, veličine od 9.6 - 12.3 kilobaza. Virion je prečnika 45-60 nm, kubične simetrije s lipoproteinskim omotačem i peplomerama koje ne pokazuju ni simetriju niti pravilan raspored. Replikacija je u citoplazmi, a sklapanje u staničnim membranama, slično pupljenju. Virusi ove porodice osjetljivi su na povišenu temperaturu, organske rastvarače i kiselu sredinu (pH vrijednost). Većina pripadnika ove porodice pokazuje sposobnost zavisne hemaglutinacije. Infekcija na kralježnjake prenosi se s komaraca i krpelja. 
U porodicu flaviviruse se ubrajaju rodovi:
- Flavivirus - primjer: virus žute groznice, virus dengue
- Hepacvirus - primjer: hepatitis C virus i njemu slični virusi: HGV, GBV-A, GBV-B, GBV-C.
- Pestivirus